# Kelurahan Penarukan (administrativ by i Indonesien, Provinsi Bali)
Kelurahan Penarukan är en administrativ by i Indonesien.   Den ligger i provinsen Provinsi Bali, i den sydvästra delen av landet, 900 km öster om huvudstaden Jakarta. Kelurahan Penarukan ligger på ön Bali.